# خواندن اطلاعات
فرایند خواندن اطلاعات یک برنامه تقسیم‌بندی‌شده، اغلب شامل این گام‌ها است: ۱) نیاز به گرفتن تاییدیه امنیتی برای دسترسی به اطلاعات حساس و محدودشده درباره یک برنامه طبقه‌بندی‌شده ۲) گذراندن یک دوره توجیهی درباره برنامه ۳) به رسمیت شناختن دوره توجیهی (معمولاً با امضای یک توافق عدم افشا که محدودیت‌های بررسی و استفاده از اطلاعات وابسته به برنامه را توضیح می‌دهد). ممکن است مقام‌های رسمی دارنده تاییدیه امنیتی لازم و نیازمند به دانستن، برای انجام عملیات پنهانی یا عملیات سری، بتوانند اطلاعات را بخوانند. در برنامه‌های طبقه‌بندی‌شده و با نام رمز، یک مقام رسمی تا وقتیکه اطلاعات برنامه را نخواند درنمی‌یابد که آن نام رمز، مختص به آن برنامه است. زیرا خود نام‌های رمز نیز طبقه‌بندی‌شده هستند.